# Jiaoyuan
Jiaoyuan (kinesiska: 椒园乡, 椒园) är en socken i Kina. Den ligger i provinsen Sichuan, i den sydvästra delen av landet, omkring 370 kilometer sydost om provinshuvudstaden Chengdu. Antalet invånare är 20 561. Befolkningen består av 9 752 kvinnor och 10 809 män. Barn under 15 år utgör 30 %, vuxna 15-64 år 60 %, och äldre över 65 år 8,0 %.
Genomsnittlig årsnederbörd är 1 190 millimeter. Den regnigaste månaden är maj, med i genomsnitt 204 mm nederbörd, och den torraste är januari, med 20 mm nederbörd.